# Anyphaenoides coddingtoni
Anyphaenoides coddingtoni là một loài nhện trong họ Anyphaenidae.
Loài này thuộc chi Anyphaenoides. Anyphaenoides coddingtoni được Antonio D. Brescovit miêu tả năm 1998.